# Phẫu thuật Hartmann
Phẫu thuật Hartmann hay thủ thuật Hartmann, thủ thuật mở trực-đại tràng sigmoid là phẫu thuật cắt trực tràng-đại tràng sigmoid, đóng miệng phần trực tràng giữ lại trong ổ bụng và làm hậu môn nhân tạo. Phẫu thuật này được chỉ định để điều trị ung thư đại trực tràng hoặc viêm (viêm tuyến tiền liệt, viêm túi thừa, viêm niêm mạc trực tràng, v.v.). Hiện nay, phẫu thuật này bị giới hạn trong phẫu thuật khẩn cấp khi không thể khâu mạch máu ngay lập tức, hoặc hiếm khi phẫu thuật này được chỉ định điều trị chăm sóc giảm nhẹ ở những bệnh nhân có khối u đại trực tràng.

## Mô tả
Thủ thuật Hartmann khá phổ biến. Phẫu thuật viên dùng thủ thuật này nhằm kiểm soát nguyên nhân tắc ruột ác tính của đoạn xa của đại tràng. Mặc dù phẫu thuật này có thể được thực hiện qua nội soi, nhưng phẫu thuật viên thường chọn phương pháp mổ mở vì đa số các trường hợp cần phải mổ cấp cứu khẩn cấp. Trong cuộc phẫu thuật, phần đại tràng sigmoid và phần trực tràng bị tổn thương (cũng như là các mạch máu và hạch bạch huyết liên quan) sẽ được cắt bỏ và lấy ra. Nếu phẫu thuật viên cảm thấy điều kiện cho việc nối các đoạn ruột trong ổ bụng không đảm bảo an toàn (do viêm phúc mạc, ung thư, nhiễm trùng, tắc nghẽn, hoặc thủng …) thì đại tràng sẽ được đưa lên qua da và một hậu môn nhân tạo được tạo lập (colostomy).

### Chỉ định:
a. Viêm phúc mạc khu trú hoặc toàn thể do thủng ruột thứ phát trong bệnh cảnh ung thư
b. Theo ý kiến của bác sĩ phẫu thuật, ruột có thể bị tổn thương, ngăn cản quá trình nối mạch máu an toàn
c. Viêm túi thừa phức tạp 
Tỉ lệ tử vong của phẫu thuật này trước đây vào khoảng 8,8%. Hiện nay, tỷ lệ tử vong chung thấp hơn nhưng thay đổi rất nhiều tùy thuộc vào chỉ định phẫu thuật. Một nghiên cứu cho thấy không có sự khác biệt có ý nghĩa thống kê về tỷ lệ mắc bệnh hoặc tử vong giữa mổ nội soi và thủ thuật Hartmann.

## Từ nguyên và lịch sử
Phẫu thuật này được mô tả lần đầu tiên tại Đại hội lần thứ 30 của Hiệp hội phẫu thuật Pháp vào năm 1921 bởi bác sĩ phẫu thuật nổi tiếng của Pháp Henri Albert Hartmann (1860 – 1952). Hartmann báo cáo 2 trường hợp BN bị ung thư kết tràng sigmoid và được ông điều trị bằng phương pháp phẫu thuật này. Phẫu thuật được mô tả chi tiết hơn trong cuốn sách Chirurgie du Rectum ("Phẫu thuật trực tràng") xuất bản năm 1931, tập 8 của bộ sách Travaux de Chirurgie ("Công trình phẫu thuật").